# Vianinha
Oduvaldo Vianna Filho, também conhecido como Vianinha (Rio de Janeiro, 4 de junho de 1936 — Rio de Janeiro, 16 de julho de 1974), foi um dramaturgo, militante comunista, ator e diretor de teatro e televisão brasileiro. Participante ativo do Teatro de Arena, fundador do Centro Popular de Cultura da UNE e do Grupo Opinião, tem sua dramaturgia marcada pela exposição da realidade brasileira através do homem simples e trabalhador, em contraposição à hegemonia cultural estrangeira. Entre suas obras de maior sucesso encontra-se a série de televisão A Grande Família.

## Biografia
Vianinha chegou ao teatro pela via da militância política. Tanto o comunismo quanto a arte já estavam presentes em sua trajetória desde sua infância, uma vez que seus pais eram engajados em ambos. Nascido em junho de 1936 no Rio de Janeiro, Oduvaldo Vianna Filho era fruto do segundo casamento do pai, o dramaturgo Oduvaldo Vianna, com a radionovelista Deocélia Vianna. Os Vianna sempre foram simpatizantes do Partido Comunista Brasileiro e cediam sua casa para reuniões do partido mesmo antes de se filiarem oficialmente no curto período em que o PCB esteve na legalidade.
Vianinha estudou na Escola Estadual Caetano de Campos e aos 14 anos ingressou nas fileiras da União da Juventude Comunista, participando ativamente do movimento estudantil após ser nomeado presidente da Associação Metropolitana de Estudantes Secundários e vice-presidente da União Brasileira dos Estudantes Secundaristas.
Com a cassação do partido comunista durante o governo Dutra em 1947, a casa dos Vianna passou a funcionar como ponto de reunião dos comitês estadual e central do partido. A família mudou-se para a cidade de São Paulo e Vianinha atuou clandestinamente como secretário-geral da União Paulista dos Estudantes Secundários. Aos 17 anos, matriculou-se na Faculdade de Arquitetura do Mackenzie, curso que abandonaria no terceiro ano para então se dedicar ao teatro amador.

### Teatro Paulista do Estudante e Teatro de Arena
Juntamente com Gianfrancesco Guarnieri, Vianinha fundou o grupo Teatro Paulista do Estudante como uma iniciativa da União Paulista dos Estudantes Secundários e do PCB. Sua estréia como ator foi em 1955 através do texto "Rua da Igreja" do dramaturgo irlandês Lennox Robinson, uma sugestão de Ruggero Jacobbi.
O grupo fez um acordo para ensaiar na sede do Teatro de Arena e em pouco tempo oficializaram sua incorporação. Sua entrada, juntamente com Augusto Boal que recém-chegava dos Estados Unidos, marcou uma nova trajetória para o grupo. Foi após a montagem de "Eles não Usam Black-tie" que Vianna afirmou que o teatro brasileiro passava por uma "fase da conscientização diante de realidade que não pode mais ser ignorada", e então começou uma busca pela representação do nacional no teatro e que atingisse um público proletário. Em 1959 Vianinha escreveu sua primeira peça, "Chapetuba Futebol Clube", que se propunha a ser um teatro de caráter popular tanto em sua dramaturgia e encenação quanto em
sua expectativa de estabelecer novas relações com o público. Foi através do futebol que o autor encontrou os elementos propícios para reafirmar o caráter nacional que deveriam orientar o teatro brasileiro, e a peça consolidou-se como um marco por seu valor dramatúrgico e por sua importância na análise da realidade social.

### Centro Popular de Cultura
Durante sua temporada no Rio de Janeiro, Vianinha integrou o núcleo formador do Centro Popular de Cultura em 1962, organização associada à União Nacional de Estudantes (UNE). Com o apoio do Instituto Superior de Estudos Brasileiros e de Carlos Estevam Martins, escreveu "A mais-valia vai acabar, seu Edgar" que procurava despertar uma reflexão crítica no público ao mesmo tempo em que buscava a popularização da linguagem. Nesta obra, Vianna rompe com a dramaturgia naturalista e realista e desvenda cenicamente a mais-valia, conceito pilar da economia marxista.

### Grupo Opinião
Imediatamente após o golpe militar de 1964, um grupo de artistas ligados ao CPC (posto na ilegalidade) reúne-se com o intuito de criar um foco de resistência à situação. A iniciativa obteve grande sucesso e contagiou diversos outros setores artísticos, além de artistas dispersos ligados aos movimentos de arte popular. Após uma apresentação no Rio de Janeiro em 11 de dezembro de 1964, o grupo passou a se denominar Grupo Opinião.
Durante a década de 70, Vianinha contribuiu para a renovação da teledramaturgia com adaptações de clássicos teatrais. Em 1972, a direção da Rede Globo decidiu criar uma versão do seriado estadunidense All in the Family que retratava a vida de uma família comum cheia de humorosos conflitos. A primeira temporada da série de televisão A Grande Família, no entanto, foi criticada pelo público que não se via retratada nas situações adaptadas do programa estrangeiro. Foi somente após a inserção da intelectualidade vinculada ao PCB que a audiência do programa subiu. Vianinha, em conjunto com outros dois dramaturgos e militantes do PCB, Paulo Pontes e Armando Costa, conseguiram abrasileirar a família Silva (protagonistas do programa), tornando os problemas, os diálogos e as referências em partes da realidade brasileira. Muito embora as censuras policial e empresarial limitassem a liberdade de expressão, Vianinha conseguiu atrair uma audiência de massa para a comédia de costumes retratando as dificuldades enfrentadas pela população durante os anos de chumbo, com sutis críticas tanto à política econômica antissocial da época quanto à mentalidade reacionária e repressiva da ditadura militar brasileira.

## Morte e legado
Vianinha faleceu aos 38 anos, em 16 de julho de 1974, vítima de câncer de pulmão. Sua última peça, "Rasga Coração", foi concluída durante sua hospitalização, quando ele já se encontrava em estado terminal. Em sua homenagem, o PCB organiza o Coletivo Cultural Vianinha desde 2013 como um espaço para o campo cultural e artístico. Em 2017, a Festa Literária das Periferias teve o dramaturgo como homenageado em sua sexta edição.

## Carreira

### Teatro
Como diretor
| Ano  | Título                                        | Autoria                                             | Direção                   | Produção                        |
| ---- | --------------------------------------------- | --------------------------------------------------- | ------------------------- | ------------------------------- |
| 1959 | Chapetuba Futebol Clube                       | Oduvaldo Vianna Filho                               | Augusto Boal              | Henrique Cesar, Teatro de Arena |
| 1961 | A mais-valia vai acabar, seu Edgar            | Oduvaldo Vianna Filho                               | Chico de Assis            | Teatro Jovem                    |
| 1963 | Quartos quadras da Terra                      | Oduvaldo Vianna Filho                               | Centro Popular de Cultura | Centro Popular de Cultura       |
| 1964 | Opinião                                       | Oduvaldo Vianna Filho, Paulo Pontes e Armando Costa | Augusto Boal              | Grupo Opinião, Teatro de Arena  |
| 1965 | Se correr o bicho pega, se ficar o bicho come | Oduvaldo Vianna Filho, Ferreira Gullar              | Gianni Ratto              | Grupo Opinião                   |
| 1965 | Moço em estado de sítio                       | Oduvaldo Vianna Filho                               |                           |                                 |
| 1966 | Mão na luva                                   | Oduvaldo Vianna Filho                               |                           |                                 |
| 1967 | Dura lex sed lex, no cabelo só gumex          | Oduvaldo Vianna Filho, Paulo Pontes e Armando Costa | Gianni Ratto              | Teatro do Autor Brasileiro      |
| 1968 | Papa Highirte                                 | Oduvaldo Vianna Filho                               |                           |                                 |
| 1971 | A longa noite de cristal                      | Oduvaldo Vianna Filho                               |                           |                                 |
| 1971 | Corpo a corpo                                 | Oduvaldo Vianna Filho                               |                           |                                 |
| 1972 | Nossa vida em família                         | Oduvaldo Vianna Filho                               |                           |                                 |
| 1973 | Allegro desbum                                | Oduvaldo Vianna Filho                               |                           |                                 |
| 1974 | Rasga coração                                 | Oduvaldo Vianna Filho                               |                           |                                 |

Como ator
| Ano  | Título                  | Autoria                         | Direção         | Produção                       |
| ---- | ----------------------- | ------------------------------- | --------------- | ------------------------------ |
| 1955 | Rua da igreja           | Lennox Robinson                 | Ruggero Jacobbi | Teatro Paulista do Estudante   |
| 1958 | Eles não Usam Black-tie | Gianfrancesco Guarnieri         | José Renato     | Teatro de Arena                |
| 1965 | Liberdade, Liberdade    | Flávio Rangel, Millôr Fernandes | Flávio Rangel   | Grupo Opinião, Teatro de Arena |

### Cinema
Como ator
- 1949 - Quase no céu
- 1960 - Amor para Três
- 1962 - Cinco vezes favela
- 1965 - O Desafio
- 1967 -  Mar Corrente
- 1969 - As Duas Faces da Moeda
- 1971 - Um Homem sem Importância

Como roteirista
- 1975 - O Casal
- 1974 - Ainda Agarro Esta Vizinha...
- 1971 - O Doce esporte do Sexo
- 1970 - Em Família (filme)
- 1968 - Dura Lex, Sed Lex, no Cabelo só Gumex